# Afschuinen

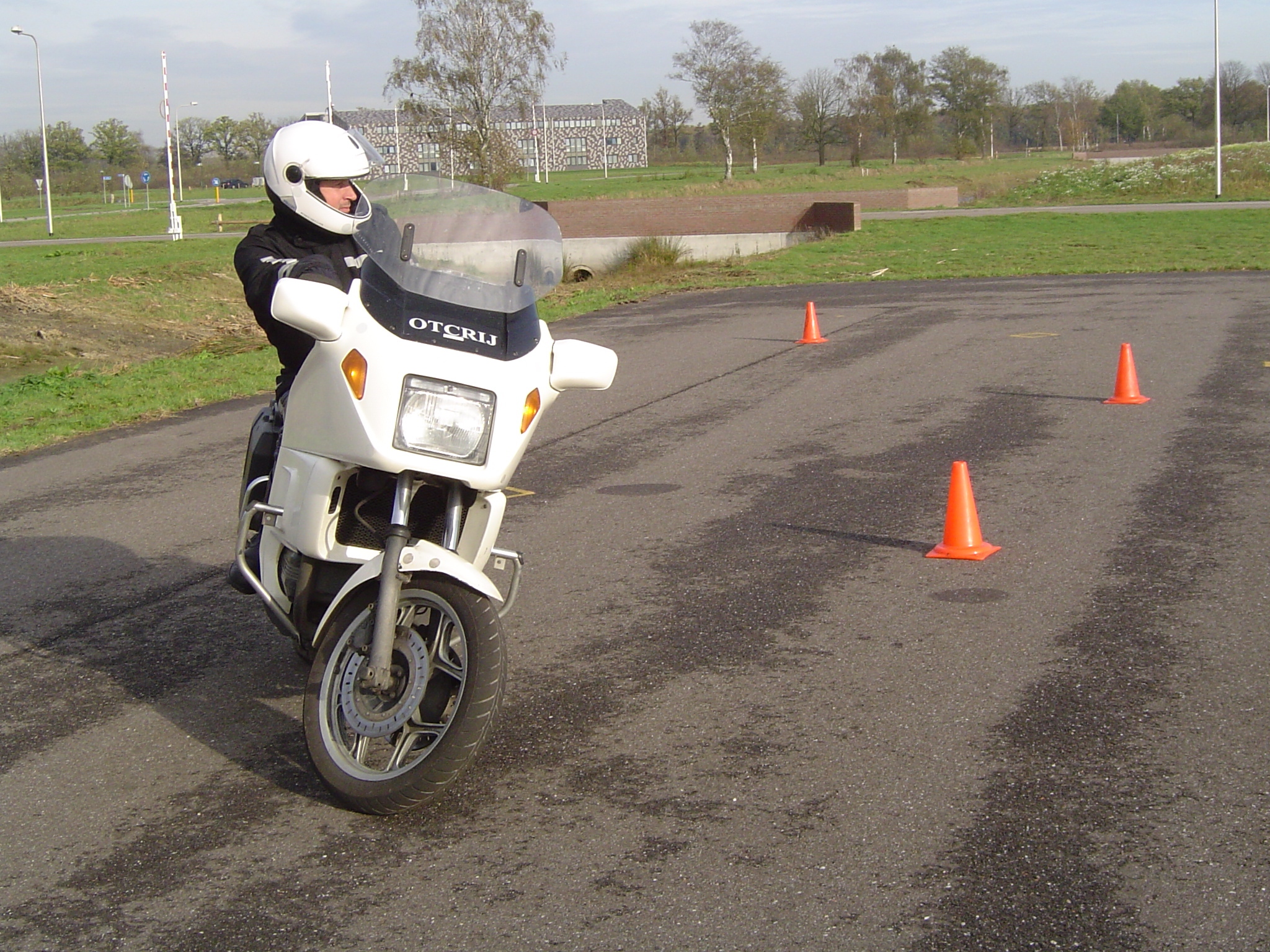
Afschuinen van een motorfiets tijdens een van de oefeningen "Algemene voertuigbeheersing" in een rijopleiding

Afschuinen is het wegdrukken van de motorfiets om een korte bocht te maken. 
De berijder leunt hierbij naast de motor in de buitenzijde van de bocht. Afschuinen is ook een element van trial. Het wordt ook wel tegenleunen, Engelse bochtentechniek, body lean of body English genoemd.
Afschuinen werd vroeger ook nog wel op hogere snelheid gedaan, tijdens wegraces. Niet omdat het enig voordeel in bochten bood, maar omdat het in de rijstijl van de rijder was geslopen. Boet van Dulmen was een bekende “body leaner”, maar ook Mick Doohan had nog een beetje body lean in zijn rijstijl.
Omdat de brede banden die sinds de invoering van de radiaalband worden gebruikt de rijders dwingen het zwaartepunt van de motorfiets verder naar binnen te brengen (dus "platter" door de bocht te gaan), is de kans groot dat delen van de motorfiets, met name de voetsteunen, de grond raken. Daarom gaan de coureurs zelf in de bocht hangen, de zogenaamde knee down techniek.